# Seznam dílů seriálu Ben 10: Dokonalý mimozemšťan
Toto je seznam dílů seriálu Ben 10: Dokonalý mimozemšťan. Americký animovaný televizní seriál Ben 10: Dokonalý mimozemšťan se vysílal od 23. dubna 2010 do 31. března 2012 na stanici Cartoon Network. Byl nahrazen seriálem Ben 10: Omniverse.

## Přehled řad
| Řada    | Díly    | Premiéra v USA     | Premiéra v USA     |
| Řada    | Díly    | První díl          | Poslední díl       |
| ------- | ------- | ------------------ | ------------------ |
| 1       | 20      | 23. dubna 2010     | 10. prosince 2010  |
| 2       | 12      | 4. února 2011      | 29. dubna 2011     |
| 3       | 20      | 16. září 2011      | 31. března 2012    |
| Speciál | Speciál | 25. listopadu 2011 | 25. listopadu 2011 |

## Seznam dílů

### První řada (2010)
| Č. v seriálu | Č. v řadě | Původní název                    | Český název                  | Režie               | Scénář                             | Premiéra v USA     | Prod. kód |
| ------------ | --------- | -------------------------------- | ---------------------------- | ------------------- | ---------------------------------- | ------------------ | --------- |
| 1            | 1         | Fame                             | Sláva                        | Dan Riba            | Dwayne McDuffie                    | 23. dubna 2010     | 101       |
| 2            | 2         | Duped                            | Nachytaný                    | Butch Lukic         | Len Uhley                          | 30. dubna 2010     | 102       |
| 3            | 3         | Hit 'Em Where They Live          | Útok na nejbližší            | Matt Youngberg      | Len Wein                           | 7. května 2010     | 103       |
| 4            | 4         | Video Games                      | Videohry                     | Dan Riba            | Eugene Son                         | 14. května 2010    | 104       |
| 5            | 5         | Escape from Aggregor             | Útěk před Aggregorem         | Butch Lukic         | Charlotte Fullerton                | 21. května 2010    | 105       |
| 6            | 6         | Too Hot to Handle                | Trochu moc žhavý             | Matt Youngberg      | Marty Isenberg                     | 28. května 2010    | 106       |
| 7            | 7         | Andreas' Fault                   | Andreasova vina              | Dan Riba            | Ernie Altbacker a Jim Krieg        | 4. června 2010     | 107       |
| 8            | 8         | Fused                            | Spojení                      | Butch Lukic         | Len Uhley                          | 11. června 2010    | 108       |
| 9            | 9         | Hero Time                        | Čas hrdinů                   | Matt Youngberg      | Steven Barnes                      | 18. června 2010    | 109       |
| 10-11        | 1011      | Ultimate AggregorMap of Infinity | Super AggregorMapa nekonečna | Dan RibaButch Lukic | Dwayne McDuffie                    | 10. října 2010     | 110-111   |
| 12           | 12        | Reflected Glory                  | Cizí sláva                   | Matt Youngberg      | Peter David                        | 15. října 2010     | 112       |
| 13           | 13        | Deep                             | Hlubina                      | Dan Riba            | Marty Isenberg                     | 22. října 2010     | 113       |
| 14           | 14        | Where the Magic Happens          | Kde se dějí kouzla           | Butch Lukic         | Matt Wayne                         | 29. října 2010     | 114       |
| 15           | 15        | Perplexahedron                   | Perplexahedron               | Matt Youngberg      | Brian Swenlin                      | 5. listopadu 2010  | 115       |
| 16           | 16        | The Forge of Creation            | Jáma stvoření                | Dan Riba            | Dwayne McDuffie                    | 12. listopadu 2010 | 116       |
| 17           | 17        | ...Nor Iron Bars a Cage          | V kleci bez mříží            | Butch Lukic         | Len Wein                           | 19. listopadu 2010 | 117       |
| 18           | 18        | The Enemy of My Enemy            | Nepřítel mého nepřítele      | Matt Youngberg      | Len Uhley                          | 3. prosince 2010   | 118       |
| 19-20        | 1920      | Absolute Power                   | Absolutní moc                | Dan RibaButch Lukic | Charlotte FullertonDwayne McDuffie | 10. prosince 2010  | 119-120   |

### Druhá řada (2011)
| Č. v seriálu | Č. v řadě | Původní název                    | Český název               | Režie          | Scénář                      | Premiéra v USA  | Prod. kód |
| ------------ | --------- | -------------------------------- | ------------------------- | -------------- | --------------------------- | --------------- | --------- |
| 21           | 1         | The Transmogrification of Eunice | Euničina kouzelná proměna | Matt Youngberg | Eugene Son                  | 4. února 2011   | 201       |
| 22           | 2         | Eye of the Beholder              | Oko ochránce              | Dan Riba       | Len Uhley                   | 11. února 2011  | 202       |
| 23           | 3         | Viktor: The Spoils               | Král Viktor               | Butch Lukic    | Kevin Grevioux              | 18. února 2011  | 203       |
| 24           | 4         | The Big Story                    | Velký příběh              | Matt Youngberg | Ernie Altbacker a Jim Krieg | 4. března 2011  | 204       |
| 25           | 5         | Girl Trouble                     | Holčičí problémy          | Dan Riba       | Eugene Son                  | 11. března 2011 | 205       |
| 26           | 6         | Revenge of the Swarm             | Pomsta roje               | Butch Lukic    | Stan Berkowitz              | 18. března 2011 | 206       |
| 27           | 7         | The Creature from Beyond         | Bytost z podsvětí         | Dan Riba       | Len Uhley                   | 25. března 2011 | 207       |
| 28           | 8         | Basic Training                   | Základní výcvik           | Butch Lukic    | Adam Beechen                | 1. dubna 2011   | 208       |
| 29           | 9         | It's Not Easy Being Gwen         | Není snadné být Gwen      | Matt Youngberg | Matt Wayne                  | 8. dubna 2011   | 209       |
| 30           | 10        | Ben 10,000 Returns               | Ben 10,000 se vrací       | Matt Youngberg | Dwayne McDuffie             | 15. dubna 2011  | 210       |
| 31           | 11        | Moonstruck                       | Muž na měsíci             | Butch Lukic    | Len Uhley                   | 22. dubna 2011  | 211       |
| 32           | 12        | Prisoner Number 775 Is Missing   | Hledá se vězeň číslo 775  | Dan Riba       | Peter David                 | 29. dubna 2011  | 212       |

### Třetí řada (2011–2012)
| Č. v seriálu | Č. v řadě | Původní název                 | Český název                     | Režie                  | Scénář                           | Premiéra v USA                 | Prod. kód |
| ------------ | --------- | ----------------------------- | ------------------------------- | ---------------------- | -------------------------------- | ------------------------------ | --------- |
| 33           | 1         | The Purge                     | Čistka                          | Butch Lukic            | David McDermott                  | 16. září 2011                  | 301       |
| 34           | 2         | Simian Says                   | Simian                          | Matt Youngberg         | Charlotte Fullerton              | 23. září 2011                  | 302       |
| 35           | 3         | Greetings from Techadon       | Pozdrav od Techadona            | Dan Riba               | Charlotte Fullerton              | 30. září 2011                  | 303       |
| 36           | 4         | The Flame Keepers' Circle     | Kruh strážců ohně               | Dan Riba               | Brian Swenlin                    | 7. října 2011                  | 304       |
| 37           | 5         | Double or Nothing             | Dvakrát nebo nic                | Matt Youngberg         | Len Uhley                        | 14. října 2011                 | 305       |
| 38           | 6         | The Perfect Girlfriend        | Dokonalá přítelkyně             | Dan Riba               | Stan Berkowitz                   | 21. října 2011                 | 306       |
| 39           | 7         | The Ultimate Sacrifice        | Největší oběť                   | Butch Lukic            | Dwayne McDuffie a J.M. DeMatteis | 28. října 2011                 | 307       |
| 40           | 8         | The Widening Gyre             | Rostoucí vir                    | Matt Youngberg         | Eugene Son                       | 4. listopadu 2011              | 308       |
| 41           | 9         | The Mother of All Vreedles    | Matka všech Vreedlů             | Dan Riba               | Matt Wayne                       | 18. listopadu 2011             | 309       |
| 42           | 10        | A Knight to Remember          | Nezapomenutelný rytíř           | Butch Lukic            | Len Uhley a Matt Wayne           | 2. prosince 2011               | 310       |
| 43           | 11        | Solitary Alignment            | Ojedinělé seřazení              | Matt Youngberg         | Peter David                      | 9. prosince 2011               | 311       |
| 44           | 12        | Inspector 13                  | Inspektor 13                    | Butch Lukic            | Geoffrey Thorne                  | 4. února 2012                  | 312       |
| 45           | 13        | The Enemy of My Frenemy       | Nepřítel mého přítele nepřítele | Matt Youngberg         | David McDermott a Brian Swenlin  | 11. února 2012                 | 313       |
| 46           | 14        | Couples Retreat               | Ústupy v lásce                  | Dan Riba               | Geoffrey Thorne                  | 18. února 2012                 | 314       |
| 47           | 15        | Catch a Falling Star          | Chytit padající hvězdu          | Butch Lukic            | Len Uhley                        | 25. února 2012                 | 315       |
| 48           | 16        | The Eggman Cometh             | Příchod vejcomuže               | Matt Youngberg         | Stan Berkowitz                   | 3. března 2012                 | 316       |
| 49           | 17        | Night of the Living Nightmare | Noc oživlé noční můry           | Dan Riba               | Don McGregor                     | 10. března 2012                | 317       |
| 50           | 18        | The Beginning of the End      | Začátek konce                   | Butch Lukic            | Dan Riba                         | 17. března 2012                | 318       |
| 51-52        | 1920      | The Ultimate Enemy            | Největší nepřítel               | Matt YoungbergDan Riba | Matt WayneDwayne McDuffie        | 24. března 201231. března 2012 | 319-320   |

### Crossover speciál (2011)
| Č. v řadě | Původní název                         | Režie                    | Scénář        | Premiéra v USA     |
| --------- | ------------------------------------- | ------------------------ | ------------- | ------------------ |
| Speciál   | Ben 10 / Generator Rex: Heroes United | Chris Graham a Kenji Ojo | Man of Action | 25. listopadu 2011 |

## Vydání DVD
| Název DVD                                           | Řada | Poměr stran | Počet dílů      | Délka     | Datum vydání                        |
| --------------------------------------------------- | ---- | ----------- | --------------- | --------- | ----------------------------------- |
| 1. Ben 10: Ultimate Alien – Escape From Aggregor    | 1    | 16:9        | 10 (díly 1–10)  | 223 minut | 11. ledna 2011 1. prosince 2010     |
| 2. Ben 10: Ultimate Alien – Power Struggle          | 1    | 16:9        | 10 (díly 11–20) | 230 minut | 3. května 2011 5. dubna 2011        |
| 3. Ben 10: Ultimate Alien – The Return of Heatblast | 2    | 16:9        | 10 (díly 21–30) | 230 minut | 2. srpna 2011 11. září 2011         |
| 4. Ben 10: Ultimate Alien – The Wild Truth          | 2    | 16:9        | 12 (díly 31–42) | 276 minut | 6. prosince 2011 30. listopadu 2011 |
| 5. Ben 10: Ultimate Alien – The Ultimate Ending     | 2    | 16:9        | 10 (díly 43–52) | 220 minut | 17. dubna 2012 21. března 2012      |